# Pimbo
Pimbo ist eine französische Gemeinde im Département Landes in der Region Nouvelle-Aquitaine. Durch den 198 Einwohner (Stand 1. Januar 2022) zählenden Ort führt der Fernwanderweg GR 65, der weitgehend dem historischen Verlauf des französischen Jakobsweges Via Podiensis folgt. Pimbo gehört zum Kommunalverband Chalosse Tursan.

## Geografie
Pimbo liegt im Südwesten Frankreichs im Vorland der Pyrenäen im historischen Gebiet Tursan. Heute ist das Tursan noch als Weinanbaugebiet von Bedeutung. Die nächste Stadt in südlicher Richtung ist Lescar, die man über die D 40 nach 36 Straßenkilometern erreicht. Der Gabas fließt durch das Gemeindegebiet. Die nächsten französischen Großstädte sind Toulouse (146 km) in östlicher und Bordeaux (141 km) in nördlicher Richtung.

## Geschichte
In Pimbo gab es eine Abtei, die von Karl dem Großen im Jahre 778 auf dem Rückweg vom Spanienfeldzug gegründet worden sein soll. Sie wurde 1569 in den Hugenottenkriegen zerstört.
Pimbo ist eine der ältesten Bastiden des Departements Landes. Es wurde 1268 in Paréage (gleichwertiges feudales Recht mehrerer Seigneurs auf ein Lehen) vom Abt von Pimbo und Thomas d'Yperague, dem Seneschall der Gascogne und Statthalter von Eduard I. von England, gegründet. Zu der Bastide gehörten eine Burg sowie drei Kirchen, Sainte-Marie-Madeleine, Notre-Dame und Saint-Barthélemy (nur die dritte existiert noch).
Pimbo erhielt 1793 im Zuge der Französischen Revolution den Status einer Gemeinde und 1801 das Recht auf kommunale Selbstverwaltung.
| Jahr      | 1793 | 1836 | 1866 | 1886 | 1921 | 1962 | 1982 | 1990 | 1999 | 2007 | 2017 |
| --------- | ---- | ---- | ---- | ---- | ---- | ---- | ---- | ---- | ---- | ---- | ---- |
| Einwohner | 526  | 608  | 538  | 432  | 313  | 257  | 195  | 181  | 179  | 186  | 210  |

Die meisten Einwohner hatte Pimbo 1836, seitdem ging die Einwohnerzahl bis 1999 fast kontinuierlich zurück.

## Kultur und Sehenswürdigkeiten
Pimbo ist mit einer Blume im Conseil national des villes et villages fleuris (Nationalrat der blühenden Städte und Dörfer) vertreten. Die „Blumen“ werden im Zuge eines regionalen Wettbewerbs verliehen, wobei maximal drei Blumen erreicht werden können.
Die Kirche Saint-Barthélémy, die dem Apostel Bartholomäus geweiht ist, stammt aus dem 12. Jahrhundert. Sie ist eine der Etappen auf dem Jakobsweg. Eine Stiftskirche in Pimbo wurde allerdings erstmals in einem Text aus dem 11. Jahrhundert erwähnt. Das romanische Bauwerk aus dem 12. Jahrhundert besteht aus drei Längsschiffen und drei Absiden. Es wurde nach den Hugenottenkriegen restauriert. Seit 1998 ist die Kirche in das Zusatzverzeichnis der Monuments historiques aufgenommen. In der Kirche befindet sich ein abgerundeter Altar aus dem 18. Jahrhundert, der als Monument historique klassifiziert ist und zwei ebenfalls denkmalgeschützte Skulpturen: eine Darstellung des gekreuzigten Christus aus dem 17. Jahrhundert und eine hölzerne Statue des Evangelisten Markus aus dem 18. Jahrhundert.

## Jakobsweg (Via Podiensis)
Der Ort bietet neben einer Pilgerherberge (französisch: Gîte d'étape) nur wenige Privatzimmer (französisch: Chambre d’hôtes). Der weitere Weg führt über die Hügelketten des Pyrenäen-Vorlandes. Der nächste größere Ort ist Arzacq-Arraziguet. Die Straßenverbindung nach Arzacq-Arraziguet führt über die Straßen D 111 und D 32.

## Wirtschaft
Ein großer Teil der Pimbolais arbeitet in der Landwirtschaft. Lokale Produkte sind Maronen, Wein und Foie gras aus Entenleber.